# Danh sách cầu thủ tham dự giải vô địch bóng đá U-21 châu Âu 2004
Các cầu thủ in đậm từng thi đấu cho đội tuyển quốc gia.

## Bảng A

### Belarus
Huấn luyện viên:  Yuri Puntus 
| Số | Vt | Cầu thủ            | Ngày sinh (tuổi)          | Số trận | Câu lạc bộ                |
| -- | -- | ------------------ | ------------------------- | ------- | ------------------------- |
| 1  | TM | Yuri Zhevnov       | ngày 17 tháng 4 năm 1981  |         | BATE Borisov              |
| 2  | HV | Valery Tarasenka   | ngày 1 tháng 9 năm 1981   |         | BATE Borisov              |
| 3  | HV | Dmitry Molosh      | ngày 10 tháng 12 năm 1981 |         | BATE Borisov              |
| 4  | TV | Dzyanis Sashcheka  | ngày 3 tháng 10 năm 1981  |         | Torpedo Zhodino           |
| 5  | HV | Alyaksey Baha      | ngày 4 tháng 2 năm 1981   |         | BATE Borisov              |
| 6  | HV | Alyaksey Pankavets | ngày 18 tháng 4 năm 1981  |         | Gomel                     |
| 7  | TV | Alyaksey Suchkow   | 10 tháng 6 năm 1981       |         | Shinnik Yaroslavl         |
| 8  | TĐ | Sergei Kornilenko  | 14 tháng 6 năm 1983       |         | Dynamo Kyiv               |
| 9  | TĐ | Vyacheslav Hleb    | ngày 12 tháng 2 năm 1983  |         | Hamburger SV              |
| 10 | TV | Alexander Hleb     | ngày 1 tháng 5 năm 1981   |         | VfB Stuttgart             |
| 11 | TV | Timofei Kalachev   | ngày 1 tháng 5 năm 1981   |         | Illychivets Mariupol      |
| 12 | TM | Yury Tsyhalka      | ngày 27 tháng 5 năm 1983  |         | Dinamo Minsk              |
| 13 | TV | Viktor Sokol       | ngày 9 tháng 5 năm 1981   |         | Dinamo Minsk              |
| 14 | TĐ | Artem Kontsevoy    | ngày 20 tháng 5 năm 1983  |         | Chernomorets Novorossiysk |
| 15 | TV | Ihar Razhkow       | 24 tháng 6 năm 1981       |         | Dinamo Minsk              |
| 16 | TV | Pavel Shmigero     | ngày 1 tháng 3 năm 1982   |         | BATE Borisov              |
| 17 | TĐ | Maksim Tsyhalka    | ngày 27 tháng 5 năm 1983  |         | Dinamo Minsk              |
| 18 | TĐ | Pavel Byahanski    | ngày 9 tháng 1 năm 1981   |         | BATE Borisov              |
| 19 | HV | Raman Kirenkin     | ngày 20 tháng 2 năm 1981  |         | Naftan Novopolotsk        |
| 20 | HV | Pavel Kirylchyk    | ngày 4 tháng 1 năm 1981   |         | Kryvbas Kryvyi Rih        |
| 21 | TV | Aleh Shkabara      | ngày 15 tháng 2 năm 1983  |         | BATE Borisov              |
| 22 | TM | Igor Logvinov      | ngày 23 tháng 8 năm 1983  |         | Zvezda-BGU Minsk          |

### Croatia
Huấn luyện viên:  Martin Novoselac
| Số | Vt | Cầu thủ           | Ngày sinh (tuổi)         | Số trận | Câu lạc bộ       |
| -- | -- | ----------------- | ------------------------ | ------- | ---------------- |
| 1  | TM | Tomislav Vranjić  | ngày 12 tháng 2 năm 1983 |         | Cibalia          |
| 2  | TV | Marijan Buljat    | ngày 12 tháng 9 năm 1981 |         | Osijek           |
| 3  | HV | Tomislav Mikulić  | ngày 4 tháng 1 năm 1982  |         | Osijek           |
| 4  | HV | Dino Drpić        | ngày 26 tháng 5 năm 1981 |         | Dinamo Zagreb    |
| 5  | HV | Mario Lučić       | ngày 29 tháng 3 năm 1981 |         | Cibalia          |
| 6  | HV | Vedran Ješe       | ngày 3 tháng 2 năm 1981  |         | NK Zagreb        |
| 7  | TV | Mario Carević     | ngày 29 tháng 3 năm 1982 |         | Hajduk Split     |
| 8  | TV | Darijo Srna       | ngày 1 tháng 5 năm 1982  |         | Shakhtar Donetsk |
| 9  | TĐ | Goran Ljubojević  | ngày 4 tháng 5 năm 1983  |         | Osijek           |
| 10 | TV | Marko Babić       | ngày 28 tháng 1 năm 1981 |         | Bayer Leverkusen |
| 11 | TV | Dario Bodrušić    | ngày 25 tháng 1 năm 1983 |         | Inter Zaprešić   |
| 12 | TM | Marko Šarlija     | 31 tháng 1 năm 1982      |         | Dinamo Zagreb    |
| 13 | HV | Igor Gal          | ngày 20 tháng 1 năm 1983 |         | Slaven Belupo    |
| 14 | HV | Josip Milardović  | ngày 10 tháng 1 năm 1982 |         | Osijek           |
| 15 | TV | Siniša Linić      | ngày 4 tháng 3 năm 1983  |         | Rijeka           |
| 16 | TV | Nikola Šafarić    | ngày 11 tháng 3 năm 1981 |         | Varteks          |
| 17 | TĐ | Domagoj Abramović | ngày 1 tháng 4 năm 1981  |         | Široki Brijeg    |
| 18 | TĐ | Dario Zahora      | ngày 21 tháng 3 năm 1982 |         | Dinamo Zagreb    |
| 19 | TV | Niko Kranjčar     | ngày 13 tháng 8 năm 1984 |         | Dinamo Zagreb    |
| 20 | TV | Danijel Pranjić   | ngày 2 tháng 12 năm 1981 |         | Osijek           |
| 21 | TĐ | Eduardo           | ngày 25 tháng 2 năm 1983 |         | Dinamo Zagreb    |
| 22 | TM | Tomislav Pelin    | ngày 26 tháng 3 năm 1981 |         | Dinamo Zagreb    |

### Ý
Huấn luyện viên:  Claudio Gentile
| Số | Vt | Cầu thủ              | Ngày sinh (tuổi)          | Số trận | Câu lạc bộ     |
| -- | -- | -------------------- | ------------------------- | ------- | -------------- |
| 1  | TM | Marco Amelia         | ngày 2 tháng 4 năm 1982   |         | Livorno        |
| 2  | HV | Cristian Zaccardo    | ngày 21 tháng 12 năm 1981 |         | Bologna        |
| 3  | HV | Emiliano Moretti     | 11 tháng 6 năm 1981       |         | Parma          |
| 4  | HV | Alessandro Gamberini | ngày 27 tháng 8 năm 1981  |         | Bologna        |
| 5  | HV | Daniele Bonera       | ngày 31 tháng 5 năm 1981  |         | Parma          |
| 6  | TV | Daniele De Rossi     | ngày 24 tháng 7 năm 1983  |         | Roma           |
| 7  | TV | Giampiero Pinzi      | ngày 11 tháng 3 năm 1981  |         | Udinese        |
| 8  | TV | Angelo Palombo       | ngày 25 tháng 9 năm 1981  |         | Sampdoria      |
| 9  | TĐ | Alberto Gilardino    | ngày 5 tháng 7 năm 1982   |         | Parma          |
| 10 | TV | Matteo Brighi (c)    | ngày 14 tháng 2 năm 1981  |         | Juventus       |
| 11 | TĐ | Giuseppe Sculli      | ngày 23 tháng 3 năm 1981  |         | Chievo         |
| 12 | TM | Federico Agliardi    | ngày 11 tháng 2 năm 1983  |         | Brescia        |
| 13 | HV | Andrea Barzagli      | ngày 8 tháng 5 năm 1981   |         | Chievo         |
| 14 | HV | Cesare Bovo          | ngày 1 tháng 12 năm 1983  |         | Roma           |
| 15 | TV | Marco Donadel        | ngày 21 tháng 4 năm 1983  |         | Milan          |
| 16 | HV | Alessandro Potenza   | ngày 8 tháng 3 năm 1984   |         | Internazionale |
| 17 | TV | Giandomenico Mesto   | ngày 25 tháng 5 năm 1982  |         | Reggina        |
| 18 | TV | Alessandro Rosina    | 31 tháng 1 năm 1984       |         | Parma          |
| 19 | TV | Simone Del Nero      | ngày 4 tháng 4 năm 1981   |         | Brescia        |
| 20 | TĐ | Andrea Caracciolo    | ngày 18 tháng 9 năm 1981  |         | Brescia        |
| 21 | TV | Gaetano D'Agostino   | 3 tháng 6 năm 1982        |         | Roma           |
| 22 | TM | Carlo Zotti          | ngày 3 tháng 9 năm 1982   |         | Roma           |

### Serbia và Montenegro
Huấn luyện viên:  Vladimir Petrović
| Số | Vt | Cầu thủ               | Ngày sinh (tuổi)          | Số trận | Câu lạc bộ        |
| -- | -- | --------------------- | ------------------------- | ------- | ----------------- |
| 1  | TM | Nikola Milojević      | ngày 16 tháng 4 năm 1981  |         | Hajduk Kula       |
| 2  | TV | Dragan Stančić        | ngày 12 tháng 2 năm 1982  |         | OFK Beograd       |
| 3  | HV | Nikola Mijailović     | ngày 15 tháng 2 năm 1982  |         | Wisła Kraków      |
| 4  | TV | Miloš Krasić          | ngày 1 tháng 11 năm 1984  |         | Vojvodina         |
| 5  | HV | Đorđe Jokić           | ngày 20 tháng 1 năm 1981  |         | OFK Beograd       |
| 6  | HV | Marko Baša            | ngày 29 tháng 12 năm 1982 |         | OFK Beograd       |
| 7  | TĐ | Danko Lazović         | ngày 17 tháng 5 năm 1983  |         | Feyenoord         |
| 8  | TV | Goran Lovre           | ngày 23 tháng 3 năm 1982  |         | Anderlecht        |
| 9  | TĐ | Andrija Delibašić     | ngày 24 tháng 4 năm 1981  |         | Mallorca          |
| 10 | TV | Miloš Marić           | ngày 3 tháng 3 năm 1982   |         | Zeta              |
| 11 | TV | Igor Matić            | 22 tháng 6 năm 1981       |         | OFK Beograd       |
| 12 | TM | Vladimir Stojković    | ngày 29 tháng 7 năm 1983  |         | Zemun             |
| 13 | HV | Bojan Neziri          | ngày 26 tháng 2 năm 1982  |         | Metalurh Donetsk  |
| 14 | HV | Bojan Miladinović     | ngày 24 tháng 4 năm 1982  |         | Red Star Belgrade |
| 15 | TĐ | Dejan Milovanović     | 21 tháng 1 năm 1984       |         | Red Star Belgrade |
| 16 | HV | Milan Biševac         | ngày 31 tháng 8 năm 1983  |         | Železnik          |
| 17 | TĐ | Simon Vukčević        | ngày 29 tháng 1 năm 1986  |         | Partizan          |
| 18 | TV | Branimir Petrović     | 26 tháng 6 năm 1982       |         | Zeta              |
| 19 | HV | Branislav Ivanović    | ngày 22 tháng 2 năm 1984  |         | OFK Beograd       |
| 20 | TĐ | Boško Janković        | ngày 3 tháng 1 năm 1984   |         | Red Star Belgrade |
| 21 | TĐ | Radomir Đalović       | ngày 28 tháng 10 năm 1983 |         | NK Zagreb         |
| 22 | TM | Vladimir Dišljenković | ngày 2 tháng 7 năm 1981   |         | Red Star Belgrade |

## Bảng B

### Đức
Huấn luyện viên:  Uli Stielike
| Số | Vt | Cầu thủ                | Ngày sinh (tuổi)          | Số trận | Câu lạc bộ           |
| -- | -- | ---------------------- | ------------------------- | ------- | -------------------- |
| 1  | TM | Tim Wiese              | ngày 17 tháng 12 năm 1981 |         | 1. FC Kaiserslautern |
| 2  | HV | Moritz Volz            | 21 tháng 1 năm 1983       |         | Fulham               |
| 3  | TV | Giuseppe Gemiti        | ngày 3 tháng 5 năm 1981   |         | Genoa                |
| 4  | HV | Malik Fathi            | ngày 19 tháng 10 năm 1983 |         | Hertha BSC           |
| 5  | HV | Maik Franz             | ngày 5 tháng 8 năm 1981   |         | VfL Wolfsburg        |
| 6  | TV | Thomas Hitzlsperger    | ngày 5 tháng 4 năm 1982   |         | Aston Villa          |
| 7  | HV | Andreas Görlitz        | 31 tháng 1 năm 1982       |         | 1860 Munich          |
| 8  | TV | Hanno Balitsch (c)     | ngày 2 tháng 1 năm 1981   |         | Bayer Leverkusen     |
| 9  | TĐ | Benjamin Auer          | 11 tháng 1 năm 1981       |         | Mainz 05             |
| 10 | TĐ | Lukas Podolski         | 4 tháng 6 năm 1985        |         | 1. FC Köln           |
| 11 | TĐ | Mike Hanke             | ngày 5 tháng 11 năm 1983  |         | Schalke 04           |
| 12 | TM | Timo Ochs              | ngày 17 tháng 10 năm 1981 |         | VfL Osnabrück        |
| 13 | TV | Bastian Schweinsteiger | ngày 1 tháng 8 năm 1984   |         | Bayern Munich        |
| 14 | TV | David Odonkor          | ngày 21 tháng 2 năm 1984  |         | BoNga Dortmund       |
| 15 | TV | Markus Feulner         | ngày 12 tháng 2 năm 1982  |         | 1. FC Köln           |
| 16 | TV | Christoph Preuß        | ngày 4 tháng 7 năm 1981   |         | Eintracht Frankfurt  |
| 17 | HV | Alexander Madlung      | ngày 11 tháng 7 năm 1982  |         | Hertha BSC           |
| 18 | TV | Sascha Riether         | ngày 23 tháng 3 năm 1983  |         | SC Freiburg          |
| 19 | TĐ | Mimoun Azaouagh        | ngày 17 tháng 11 năm 1982 |         | Mainz 05             |
| 20 | TĐ | Christian Tiffert      | ngày 18 tháng 2 năm 1982  |         | VfB Stuttgart        |
| 21 | HV | Robert Huth            | ngày 16 tháng 8 năm 1984  |         | Chelsea              |
| 22 | TM | Michael Rensing        | ngày 4 tháng 5 năm 1984   |         | Bayern Munich        |

### Bồ Đào Nha
Huấn luyện viên:  José Romão
| Số | Vt | Cầu thủ           | Ngày sinh (tuổi)          | Số trận | Câu lạc bộ       |
| -- | -- | ----------------- | ------------------------- | ------- | ---------------- |
| 1  | TM | José Moreira      | ngày 20 tháng 3 năm 1982  |         | Benfica          |
| 2  | HV | Mário Sérgio      | ngày 28 tháng 7 năm 1981  |         | Sporting CP      |
| 3  | HV | Bruno Alves       | ngày 27 tháng 11 năm 1981 |         | Porto            |
| 4  | TV | Raul Meireles     | ngày 17 tháng 3 năm 1983  |         | Porto            |
| 5  | HV | Ricardo Costa     | ngày 16 tháng 5 năm 1981  |         | Porto            |
| 6  | HV | José Bosingwa     | ngày 24 tháng 8 năm 1982  |         | Porto            |
| 7  | TĐ | Pedro Oliveira    | ngày 30 tháng 11 năm 1981 |         | Porto            |
| 8  | TV | Hugo Viana        | ngày 15 tháng 1 năm 1983  |         | Newcastle United |
| 9  | TĐ | Hugo Almeida      | ngày 23 tháng 5 năm 1984  |         | Porto            |
| 10 | TV | Carlos Martins    | ngày 29 tháng 4 năm 1982  |         | Sporting CP      |
| 11 | HV | Jorge Ribeiro (c) | ngày 9 tháng 11 năm 1981  |         | Benfica          |
| 12 | TM | Bruno Vale        | ngày 8 tháng 4 năm 1983   |         | Porto            |
| 13 | HV | Pedro Ribeiro     | ngày 25 tháng 1 năm 1983  |         | Porto            |
| 14 | HV | João Paulo        | 6 tháng 6 năm 1981        |         | União de Leiria  |
| 15 | HV | Miguel Garcia     | ngày 4 tháng 2 năm 1983   |         | Sporting CP      |
| 16 | TV | João Pereira      | ngày 25 tháng 2 năm 1984  |         | Benfica          |
| 17 | TV | Bruno Aguiar      | ngày 23 tháng 2 năm 1981  |         | Benfica          |
| 18 | TV | Custódio          | ngày 25 tháng 5 năm 1983  |         | Sporting CP      |
| 19 | TĐ | Carlitos          | ngày 6 tháng 9 năm 1982   |         | Benfica          |
| 20 | TĐ | Danny             | ngày 7 tháng 8 năm 1983   |         | Sporting CP      |
| 21 | TĐ | Lourenço          | 5 tháng 6 năm 1983        |         | Sporting CP      |
| 22 | TM | Beto              | ngày 1 tháng 5 năm 1982   |         | Sporting CP      |

### Thụy Điển
Huấn luyện viên:  Torbjörn Nilsson

| Số | VT | Cầu thủ            | Ngày sinh (tuổi)         | Trận | Bàn | Câu lạc bộ      |
| -- | -- | ------------------ | ------------------------ | ---- | --- | --------------- |
| 1  | TM | John Alvbåge       | ngày 10 tháng 8 năm 1982 |      |     | Örebro          |
| 2  | HV | Mikael Antonsson   | ngày 31 tháng 5 năm 1981 |      |     | IFK Göteborg    |
| 3  | HV | Mikael Dorsin      | 10 tháng 6 năm 1981      |      |     | Strasbourg      |
| 4  | HV | Dennis Melander    | 1 tháng 1 năm 1983       |      |     | Trelleborg      |
| 5  | HV | Per Nilsson        | ngày 15 tháng 9 năm 1982 |      |     | AIK             |
| 6  | HV | Fredrik Stenman    | 2 tháng 6 năm 1983       |      |     | Djurgården      |
| 7  | TV | Stefan Ishizaki    | ngày 15 tháng 5 năm 1982 |      |     | AIK             |
| 8  | TV | Samuel Holmén      | 28 tháng 6 năm 1984      |      |     | Elfsborg        |
| 9  | TĐ | Johan Elmander     | ngày 27 tháng 5 năm 1981 |      |     | Feyenoord       |
| 10 | TV | Alexander Farnerud | ngày 1 tháng 5 năm 1984  |      |     | Strasbourg      |
| 11 | TV | Andreas Johansson  | ngày 10 tháng 3 năm 1982 |      |     | Halmstad        |
| 12 | TM | Johan Wiland       | ngày 24 tháng 1 năm 1981 |      |     | Elfsborg        |
| 13 | TV | Jon Jönsson        | ngày 8 tháng 7 năm 1983  |      |     | Malmö FF        |
| 14 | TV | Babis Stefanidis   | ngày 8 tháng 3 năm 1981  |      |     | Djurgården      |
| 15 | TV | Johan Andersson    | ngày 22 tháng 8 năm 1983 |      |     | Landskrona BoIS |
| 16 | HV | Christian Järdler  | 3 tháng 6 năm 1982       |      |     | Helsingborg     |
| 17 | TV | Tobias Hysén       | ngày 9 tháng 3 năm 1982  |      |     | Djurgården      |
| 18 | HV | Patrik Gerrbrand   | ngày 27 tháng 4 năm 1981 |      |     | Hammarby        |
| 19 | TĐ | Lasse Nilsson      | ngày 3 tháng 1 năm 1982  |      |     | Elfsborg        |
| 20 | TĐ | Markus Rosenberg   | ngày 27 tháng 9 năm 1982 |      |     | Malmö FF        |
| 21 | TV | Dusan Djurić       | ngày 16 tháng 9 năm 1984 |      |     | Halmstad        |
| 22 | TM | Jonas Sandqvist    | ngày 6 tháng 5 năm 1981  |      |     | Landskrona BoIS |

### Thụy Sĩ
Huấn luyện viên:  Bernard Challandes
| Số | Vt | Cầu thủ              | Ngày sinh (tuổi)          | Số trận | Câu lạc bộ    |
| -- | -- | -------------------- | ------------------------- | ------- | ------------- |
| 1  | TM | Marco Wölfli         | ngày 22 tháng 8 năm 1982  |         | Young Boys    |
| 2  | TV | Philipp Degen        | ngày 15 tháng 2 năm 1983  |         | Basel         |
| 3  | HV | Kim Jaggy            | ngày 14 tháng 11 năm 1982 |         | Grasshopper   |
| 4  | HV | Philippe Senderos    | ngày 14 tháng 2 năm 1985  |         | Arsenal       |
| 5  | HV | Mario Eggimann       | ngày 24 tháng 1 năm 1981  |         | Karlsruher SC |
| 6  | HV | Alain Rochat         | ngày 1 tháng 2 năm 1983   |         | Young Boys    |
| 7  | TV | Stephan Lichtsteiner | ngày 16 tháng 1 năm 1984  |         | Grasshopper   |
| 8  | TV | Tranquillo Barnetta  | ngày 22 tháng 5 năm 1985  |         | St. Gallen    |
| 9  | TV | Rijat Shala          | ngày 26 tháng 7 năm 1983  |         | Grasshopper   |
| 10 | TV | Davide Chiumiento    | ngày 22 tháng 11 năm 1984 |         | Juventus      |
| 11 | TĐ | Johan Vonlanthen     | ngày 1 tháng 2 năm 1986   |         | PSV           |
| 12 | TM | Diego Benaglio       | ngày 8 tháng 9 năm 1983   |         | VfB Stuttgart |
| 13 | TV | Pascal Cerrone       | 12 tháng 6 năm 1981       |         | Thun          |
| 14 | HV | Alain Nef            | ngày 6 tháng 2 năm 1982   |         | Zürich        |
| 15 | HV | Philippe Montandon   | ngày 15 tháng 7 năm 1982  |         | Wil           |
| 16 | TV | Davide Calla         | ngày 10 tháng 2 năm 1984  |         | Wil           |
| 17 | TĐ | Thierno Bah          | ngày 5 tháng 10 năm 1982  |         | Schaffhausen  |
| 18 | TV | Baykal Kulaksızoğlu  | ngày 12 tháng 5 năm 1983  |         | Thun          |
| 19 | TV | Patrick Baumann      | ngày 8 tháng 1 năm 1982   |         | Thun          |
| 20 | TV | Fabrizio Zambrella   | ngày 1 tháng 3 năm 1986   |         | Schaffhausen  |
| 21 | TĐ | David Degen          | ngày 15 tháng 2 năm 1983  |         | Basel         |
| 22 | TM | Alain Portmann       | ngày 14 tháng 2 năm 1981  |         | Yverdon       |